# Jakob Hochstetter
Pour les articles homonymes, voir Hochstetter.
Jakob Hochstetter, né le 5 février 1812 à Durlach et mort le 25 avril 1880 à Karlsruhe, est un architecte et un professeur d’architecture badois.

## Biographie
Après avoir étudié à l'École polytechnique de Karlsruhe sous la direction de Heinrich Hübsch, il a voyagé en Italie et en Grèce avec une bourse d'État de 1835 à 1838. À partir de 1842, il enseigne à l'école polytechnique de Karlsruhe et est nommé professeur d'architecture en 1846. De 1864 à 1866, il est directeur de l'École polytechnique, qui fut alors élevée au rang de collège technique. De plus, en tant qu'officier des bâtiments militaires, à partir de 1862, il est chargé de la construction de plusieurs casernes et autres constructions militaires. La réputation d'Hochstetter a surtout souffert de l'échec de son premier grand contrat, la prison officielle de Durlach, qui a été construite en 1843–1846 et doublée en 1847–49. Le nouveau bâtiment construit par la suite par Franz Serger, qui a réutilisé des éléments essentiels de l'ancien bâtiment, a été démoli en 1990 malgré l'opposition de la population. L'insistance sur les principes du « Rundbogenstil » à Karlsruhe a concentré la critique de son élève Josef Durm, devenu professeur d'architecture à Karlsruhe en 1868, fut un représentant bien connu de l'historicisme[pas clair].

## Œuvre
- 1842 : Baden-Baden, Villa Bethmann
- 1842 : Baden-Baden, Villa Lehwald
- 1843-47 : Mannheim, Villa van der Hoeven (interrompue en 1922)
- 1843-1846 : prison, Durlach, Marstallstrasse, remplacée par un nouveau bâtiment en 1872
- Monument aux morts de 1848 à Mannheim
- 1846-1849 : Karlsruhe, Rheinstetten, église paroissiale catholique St. Ulrich à Mörsch
- 1869 : Durlach, caserne (détruite en 1944)
- 1871 : Freiburg im Breisgau, caserne
- 1871 : Karlsruhe, caserne Friedrichs près du palais Gottesaue (démolie)
- 1871 : Karlsruhe, Friedrichs-Baracken-Lazarett (démoli)

## Écrits
- Jakob Hochstetter: Versions architecturales. 1851.
- Jakob Hochstetter: Chapelle St. Michaels à Kiederich (= Bâtiments médiévaux dans le sud-ouest de l'Allemagne et sur le Rhin. Volume 2). Veith, Karlsruhe 1857 (Bibliothèque de l'Université de Heidelberg en ligne).
- Jakob Hochstetter: Bâtiments en bois de l'Oberland bernois, pris par C. Weinbrenner et J. Durm (= architecture suisse en perspective, plans d'étage, coupes, façades et détails avec texte explicatif. Première partie). Veith, Karlsruhe 1857, doi: 10.3931 / e-rara-9284. (apparemment le seul volume publié de la série)
- Jakob Hochstetter: de Friedrichs-Baracken-Lazareth à Karlsruhe. Geissendörfer, Karlsruhe 1871 (bibliothèque KIT [PDF; 4,3 Mo]).